# Lot 35 (Île-du-Prince-Édouard)
Lot 35 est un canton dans le comté de Queens, Île-du-Prince-Édouard, Canada. Il fait partie de la Paroisse Bedford.

## Population
- 1 536 (recensement de 2001)[1]
- 1 607 (recensement de 2006)[1]
- 1 643 (recensement de 2011)[2]

## Communautés
Incorporé :
- Grand Tracadie

Non-incorporé :
- Bedford Corner
- Donagh
- Donaldston
- Dunstaffnage
- Johnstons River